# 飛鳥明子
飛鳥 明子（あすか あきこ、1907年 - 1937年8月15日）は、OSK日本歌劇団（当時は松竹楽劇部）の最初期のトップスター（当時の呼称は「幹部」）。1933年の労働争議、いわゆる桃色争議を機に退団。退団後に同歌劇団の振付師、舞踊教師。本名：片野 貞子（かたの さだこ）。旧姓・松田。大阪府高石市出身。

## 略歴
開業医の娘として生まれる。ロシア革命の影響で日本に亡命したバレリーナ・エリアナ・パヴロワの舞台を見てバレリーナを志す。高等女学校を経て、松竹楽劇部（後のOSK日本歌劇団）に入団し、OSKの誕生時から舞台に立つ。1世紀以上の歴史を持つOSK初の看板になるスターで、当時のOSKはトップスター制ではなく幹部制だが、初代トップスターと呼ばれる 。「大幹部」が出来るのは戦後で、当時は幹部が最高位。
1933年、待遇条件の改善要求を訴えた松竹楽劇部と東京の姉妹劇団である松竹少女歌劇部（後の松竹歌劇団）が共に東西合同公演『メリゴラウンド』の舞台をサボタージュした、いわゆる桃色争議が起こり、楽劇部員の勝利に終わるが争議団長であった飛鳥はその責任を取って、松竹楽劇部を退団した 。同年に松竹楽劇部の本拠地である大阪松竹座の管弦楽団のギタリスト・片野実雄（1903年 - 1981年）と結婚。飛鳥が舞台でフラメンコを踊った際にギターを伴奏したのが結婚のきっかけだった。大阪松竹少女歌劇団（略称OSSK・松竹楽劇部から改称）の振付師・舞踊教師として歌劇団に関わる。1937年の元日に長女を出産。同年、結核のため死去。 29歳没。

## エピソード
- 『OSK日本歌劇団100周年誌 桜咲く国〜OSKレビューの100年〜』によると、オーケストラの演奏が少しでも乱れると舞台で踊りながら指揮者をグっと睨み付けた」「日舞の場面で地方（じかた）のテンポの悪さに抱えた小道具の三味線をポキンと真二つにへし折った」など、舞台にかける情熱の激しさを物語るエピソードが語られている。
- 夫の片野実雄は山田耕筰の弟子。早稲田大学中退後、音楽の道に入る。父である保険学者・片野実之助が大阪高等商業学校（後の大阪市立大学）の学長に任命されたことから家族と東京から大阪へ移り住む。生涯、標準語のアクセントで話した。後に片野は宝塚音楽学校の教師となり、1954年月組公演『サッカ・ローラ』でウクレレを弾く役が必要だったが、弾ける出演者がいなかったため、宝塚大劇場の舞台に出演者として立つ。夫婦で松竹少女歌劇（後のOSK）と宝塚歌劇の舞台に立っている。飛鳥の死後、再婚している。